# Aimable Hageau
Aimable Hageau, gelegentlich auch Amable Hageau, (geboren am 16. Juni 1756 in Anguilcourt-le-Sart, gestorben am 12. September 1836 in Clamecy (Nièvre)) war ein französischer Wasserbauingenieur in den Diensten von Napoleon Bonaparte.

## Leben
Hageau wurde 1756 im nordfranzösischen Anguilcourt-le-Sart als Sohn von Bauern geboren. Nach der Volksschule ging Hageau im Alter von 15 Jahren zu einem älteren Bruder nach Soissons, wo er als Verwaltungsangestellter arbeitete. Nach einigen Jahren entschloss er sich, nach Paris zu ziehen und dort zu studieren. Er besuchte Kurse des Mathematikers Antoine-René Mauduit. Auf Empfehlung von Mauduit arbeitete Hageau dann im Büro des Architekten Jean-Rodolphe Perronet, der ihn beim Bau des Nivernais-Kanals (Canal du Nivernais) einsetzte. 1784 erhielt Hageau sein Ingenieurdiplom. Bis 1803 war er vor allem mit dem Projekt des Nivernais-Kanals beschäftigt. Zu seinen größten Leistungen gehört dabei der baulich anspruchsvolle Kanaltunnel bei La Collancelle. Nach dem Stopp der Arbeiten am Kanal studierte Hageau intensiv und lernte dabei den Generalinspekteur der Behörde für Brücken- und Straßenbau Émiland Gauthey kennen, der das Talent des jungen Ingenieurs erkannte und ihn beim Ausbau des Doubs einsetzte. So baute Hageau die Schleuse von Dole, die als technisches Meisterwerk gilt.
1805 wurde Hageau zum Chefingenieur befördert und beim Bau des Rhein-Rhône-Kanal (Canal du Rhône au Rhin) eingesetzt, der mit 237 km Länge eines der größten Kanalbauprojekte zur Zeit Napoleons war. 1811 schickte man ihn in das Département Jemappes. Die Region um Mons (seit 1830 belgisch) gehörte nach dem Ersten Koalitionskrieg zu Frankreich. Hageau war dort am Bau des Kanal Charleroi-Brüssel und dem Kanal von Mons nach Condé (Canal de Mons à Condé) beteiligt. Außerdem baute er 1808 am nur teilweise fertiggestellten Nordkanal (Grand Canal du Nord) sowie dessen Verbindung zur Obererft, das Epanchoir in Neuss. 1812 arbeitete er in der 8. Inspektionsdivision der Behörde für Brücken- und Straßenbau.
1814 kehrte Hageau nach Paris zurück und wurde in die Direktion des Rhein-Rhône-Kanals versetzt. Auf eigenen Wunsch versetzte man ihn allerdings in die 9. Inspektionsdivision der Behörde für Brücken- und Straßenbau. 1818/19 baute der inzwischen erfahrene Ingenieur den 108 km langen Ourcq-Kanal (Canal de l’Ourcq) und den nur teilweise fertiggestellten Nordkanal (Grand Canal du Nord). 1820 wurde Hageau wieder in die Behörde für Brücken- und Straßenbau zurückversetzt, begann aber im gleichen Jahr mit den Planungen für den Weiterbau des Canal de Nivernais. Nach 1824 war Hageau Mitglied des Rates für Brücken- und Straßenbau. In dieser Funktion war er an den Planungen für den Canal des Deux Mers beteiligt und brachte zahlreiche Verbesserungsvorschläge ein.
1830 wurde Hageau pensioniert.

## Schriften (Auswahl)
- Rapport sur le projet de canal latéral au Tibre dans le département de Trasimène, Turin 1812
- Atlas pour servir à l’intelligence de la description du canal de jonction de la Meuse au Rhin. Paris 1819. (books.google.de)
- Rapport sur l’état des routes en France, Paris 1829

## Ehrungen

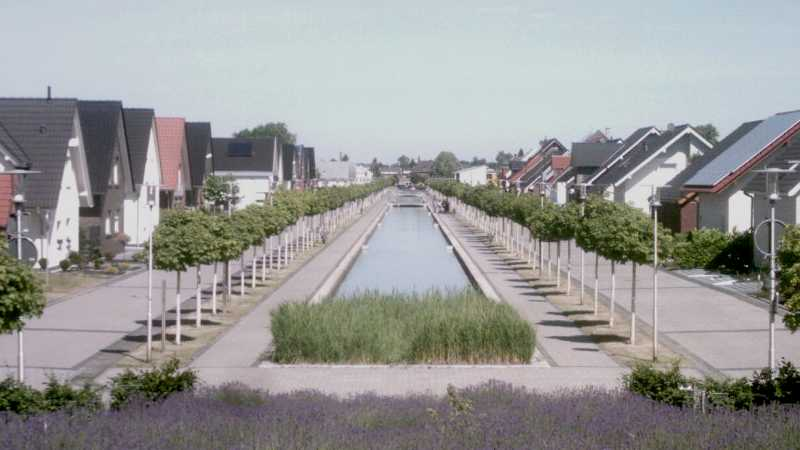
Hageau-Promenade

Als in Viersen auf einer Konversionsfläche östlich des Bahnhofs Viersen das Neubaugebiet Stadtpark Robend errichtet wurde, sanierte man ein Brückenwärterhaus des Nordkanal-Projekts. Man legte eine kanalartige Wasserfläche an (siehe Foto); der Weg an deren westlichem Ufer heißt Hageau-Promenade.